# Posinomio
Un posinomio es una función de la forma
{\displaystyle f(x_{1},x_{2},\dots ,x_{n})=\sum _{k=1}^{K}c_{k}x_{1}^{a_{1k}}\cdots x_{n}^{a_{nk}}}
donde todas las variables {\displaystyle x_{i}} y coeficientes {\displaystyle c_{k}} son números reales positivos, mientras que los exponentes {\displaystyle a_{ik}} son números reales. Los posinomios son cerrados bajo las operaciones de suma, multiplicación y escalado no negativo.
Por ejemplo, 
{\displaystyle f(x_{1},x_{2},x_{3})=2.7x_{1}^{2}x_{2}^{-1/3}x_{3}^{0.7}+2x_{1}^{-4}x_{3}^{2/5}}
es un posinomio. 
Los posinomios no son polinomios de varias variables. Los coeficientes de un polinomio pueden no ser positivos, y mientras que los exponentes de un posinomio pueden ser números reales, los de un polinomio deben ser enteros no negativos.

## Nota
1. ↑  Hamdy A. Taha (1 de octubre de 2004). Investigación de Operaciones. Pearson Educación. pp. 752-. ISBN 978-970-26-0498-3. Consultado el 10 de julio de 2012.